# Дровокольный станок

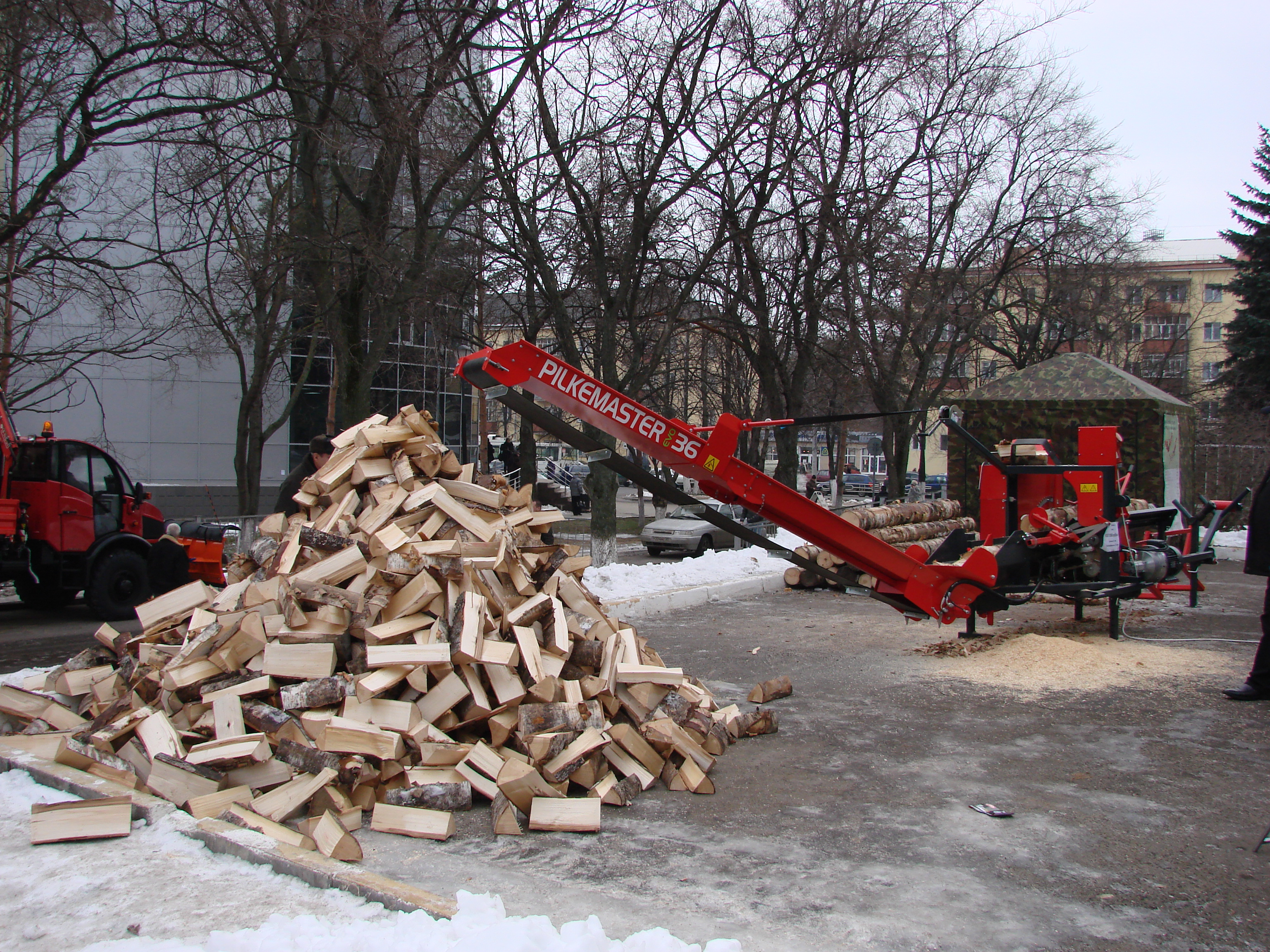
Дровокольный станок с цепной пилой (комбинированный привод)

Дровокольный станок (мн. ч. — дровокольные станки, англ. firewood processors) — станок, предназначенный для заготовки дров. Часто встречаются названия «дровокол», «колун», «станок для колки дров» и т. д. Хотя четкая терминология не сформировалась, в Интернете часто встречается следующее разделение. Дровоколы — станки, выполняющие только раскол древесины, дровокольные станки — выполняющие и раскряжевку, и раскол.
Станки различаются по принципу работы. Среди иностранных — станки с винтообразным рабочим органом, гильотинные станки. Однако встречаются они достаточно редко.
Наиболее распространены станки, использующие для раскола гидравлический цилиндр.
Принцип работы следующий. Бревно подается к торцующему элементу, отрезается чурбак. Чурбак спускается к гидроцилиндру и толкается им в направлении ножа. Проходя через нож, чурбак раскалывается на поленья.
По типу раскалывающего элемента дровокольные станки с гидроцилиндром классифицируются следующим образом:
- с цепной пилой
- с ленточной пилой (встречаются редко)
- с дисковой пилой.

По типу привода дровокольные станки делятся на:
- с приводом от трактора
- с приводом от электродвигателя
- с комбинированным приводом (трактор/электродвигатель)
- с приводом от дизеля.

Встречаются различные типы ножей. Самые простые представляют собой несколько сваренных лопастей. Более прочный вариант — кассетный нож.